# Departamentul Matagalpa
Departamentul Matagalpa este una dintre cele 17  unități administrativ-teritoriale de gradul I  ale statului  Nicaragua. Are o populație de 469.172 locuitori (2005). Reședința sa este orașul Matagalpa.